# Itamar (Bibbia)
Nella Torah, Itamar o Ithamar (in ebraico אִיתָמָר‎?) era il quarto (e il più giovane) figlio di Aaronne il Sommo Sacerdote. Dopo la costruzione del Tabernacolo, fu responsabile della registrazione di un inventario per garantire che tale Tabernacolo e il suo contenuto fossero conformi alla visione data da Dio a Mosè sul Monte Sinai.

## Kohen
Dopo la morte dei suoi due fratelli maggiori, Nadab e Abiu, quando erano stati puniti dal Signore per l'esecuzione di un'offerta sacrificale non autorizzata, Itamar servì come sacerdote insieme al fratello maggiore Eleazaro, Itamar ed Eleazaro sono considerati gli antenati di tutti i Kohanim.
Levitico 10,16-18 registra l'incidente dove Mosè si adirò con Eleazaro e Itamar per non aver mangiato un'offerta per il peccato all'interno del Tabernacolo in conformità con le norme stabilite nei precedenti capitoli di Levitico riguardo al diritto dei sacerdoti a una parte delle offerte fatte per conto del popolo israelita.
Durante i viaggi degli israeliti nel deserto, Itamar era responsabile dell'opera dei figli di Gershon e Merari, portatori delle strutture e strutture del Tabernacolo, mentre Eleazaro era responsabile dell'opera dei figli di Kohath, che portava gli oggetti di culto (l'arca, l'altare e il candelabro).
Era anche responsabile del lavoro dei Leviti in generale.

## Discendenti
Secondo fonti samaritane scoppiò una guerra civile tra i figli di Itamar (Eli) e i figli di Fineas (figlio di Eleazaro, figlio di Aaronne il sommo sacerdote) che portò alla divisione di coloro che seguirono Eli e quelli che seguirono il sommo sacerdote Uzzi ben Bukki a Mount Gerizim Bethel (un terzo gruppo non ha seguito nessuno dei due). Allo stesso modo, secondo fonti samaritane la linea dei sommi sacerdoti dei figli di Fineas si estinse nel 1624 d.C. con la morte del 112-esimo sommo sacerdote Shlomyah ben Pinhas quando il sacerdozio fu trasferito ai figli di Itamar; vedi l'articolo Samaritano per l'elenco dei sommi sacerdoti dal 1613 al 2013 - il 131° sommo sacerdote dei samaritani era Elazar ben Tsedaka ben Yitzhaq ; il 132° sommo sacerdote era Aharon ben Ab-Chisda ben Yaacob; il 133° sommo sacerdote è Aabed-El ben Asher ben Matzliach.

## Luogo di sepoltura
Il luogo di sepoltura di Itamar è associato alla collina di Fineas menzionata in Giosuè 24,33, che corrisponderebbe al villaggio di Awarta nella sezione samaritana dell'attuale Cisgiordania. A causa dell'incerta situazione di sicurezza, le forze di difesa israeliane limitano le visite degli ebrei a una notte annuale vicino a 5 Shevat sul calendario ebraico (intorno a gennaio o febbraio).